# إميري كروسبي
إميري كروسبي هو قاضي ومحامي وسياسي أمريكي، ولد في 29 ديسمبر 1874، وتوفي في 23 مايو 1947 في نيلسفيل في الولايات المتحدة. نشط حزبياً في الحزب الجمهوري. وقد انتخب عضو جمعية ولاية ويسكونسن ‏.